# 最後の一本
『最後の一本』（さいごのいっぽん）は、美空ひばりのシングル。1979年1月1日に日本コロムビアから発売された。

## 概要
- A面『最後の一本』は1975年のアルバム『ひとりぼっち〜歌は我が命 第9集』[2]の収録曲の一つをシングル・カットしたものであり、1986年に大阪・梅田コマ劇場と東京・新宿コマ劇場で開かれた芸能生活40周年記念公演『'86歌声はひばりと共に』で披露されている。
- B面『俺達の歌今どこに』は、小沢昭一が1972年に自ら作詞・作曲・歌唱した『俺達おじさんには』のアンサーソングとして、コロムビア邦楽企画室のひばり担当ディレクターであった森啓が企画した[3]。1988年の『不死鳥 美空ひばり in TOKYO DOME 〜翔ぶ!! 新しき空に向って〜』（東京ドーム）の選曲の際、当時のことを覚えていたひばりは「『真赤な太陽』の後に1コーラスだけ同曲を入れて、次の『ひばりの渡り鳥だよ』（1961年）に繋ごう」と提案[3]し、本番でも実現している。

## 収録曲
1. 最後の一本
  - 作詞：山口洋子、作曲：猪俣公章、編曲：佐々永治
2. 俺達の歌今どこに
  - 作詞：横井弘、作曲：船村徹、編曲：栗田俊夫

## アルバム「ひとりぼっち〜歌は我が命 第9集」収録曲（1975年5月25日発売）
1. ひとりぼっち
2. 渚の足跡
3. ある日、秋の夜
4. 最後の一本
5. 海沿いの駅
6. 波止場情話
7. 真珠の涙
8. 霧の別れ
9. 紺がすりの女
10. 泣き笑い人生
11. 隅田月夜
12. さようなら